# NGC 5484
NGC 5484 é uma galáxia elíptica (E2) localizada na direcção da constelação de Ursa Major. Possui uma declinação de +55° 01' 49" e uma ascensão recta de 14 horas, 06 minutos e 48,1 segundos.
A galáxia NGC 5484 foi descoberta em 14 de Abril de 1789 por William Herschel.